# Giải vô địch bóng đá nữ U-16 châu Á 2015
Giải vô địch bóng đá nữ U-16 châu Á 2015 diễn ra tại Trung Quốc từ 4 tháng 11 tới 15 tháng 11 năm 2015. Hai đội đứng đầu là Cộng hòa Dân chủ Nhân dân Triều Tiên và Nhật Bản giành quyền dự vòng chung kết Giải vô địch bóng đá nữ U-17 thế giới 2016.

## Vòng bảng
Giờ thi đấu là giờ địa phương, CST (UTC+8).

### Bảng A
| VT | Đội            | ST | T | H | B | BT | BB | HS  | Đ | Giành quyền tham dự     |
| -- | -------------- | -- | - | - | - | -- | -- | --- | - | ----------------------- |
| 1  | Trung Quốc (H) | 3  | 2 | 1 | 0 | 12 | 3  | +9  | 7 | Vòng đấu loại trực tiếp |
| 2  | Thái Lan       | 3  | 2 | 0 | 1 | 5  | 5  | 0   | 6 | Vòng đấu loại trực tiếp |
| 3  | Hàn Quốc       | 3  | 1 | 1 | 1 | 8  | 4  | +4  | 4 |                         |
| 4  | Iran           | 3  | 0 | 0 | 3 | 0  | 13 | −13 | 0 |                         |

| Thái Lan                               | 4–0     | Iran |
| -------------------------------------- | ------- | ---- |
| Kanyanat 5', 36' · Yaowaporn 8', 90+2' | Báo cáo |      |

| Trung Quốc                                                | 3–3     | Hàn Quốc                                                  |
| --------------------------------------------------------- | ------- | --------------------------------------------------------- |
| Tạ Ỷ Văn 16' · Trương Lâm Diễm 38' · Vương Nghiên Văn 72' | Báo cáo | Choi Jeong-min 57' · Gwon Hui-seon 68' · Mun Eun-ju 90+4' |

| Hàn Quốc | 0–1     | Thái Lan     |
| -------- | ------- | ------------ |
|          | Báo cáo | Nutwadee 89' |

| Iran | 0–4     | Trung Quốc                                                         |
| ---- | ------- | ------------------------------------------------------------------ |
|      | Báo cáo | Mã Hiểu Lan 22', 90+3' · Trần Viên Mộng 27' · Vương Nghiên Văn 81' |

| Trung Quốc                                                     | 5–0     | Thái Lan |
| -------------------------------------------------------------- | ------- | -------- |
| Mã Hiểu Lan 3' · Vương Nghiên Văn 11', 33' · Kim Khôn 40', 47' | Báo cáo |          |

| Iran | 0–5     | Hàn Quốc                                                                                            |
| ---- | ------- | --------------------------------------------------------------------------------------------------- |
|      | Báo cáo | Choi Jeong-min 14', 30' · Jung Min-young 25' (ph.đ.) · Mun Eun-ju 53' · Yang Hyeon-ji 90+4' (ph.đ.) |

### Bảng B
| VT | Đội               | ST | T | H | B | BT | BB | HS  | Đ | Giành quyền tham dự     |
| -- | ----------------- | -- | - | - | - | -- | -- | --- | - | ----------------------- |
| 1  | Nhật Bản          | 3  | 2 | 1 | 0 | 11 | 1  | +10 | 7 | Vòng đấu loại trực tiếp |
| 2  | CHDCND Triều Tiên | 3  | 2 | 1 | 0 | 10 | 1  | +9  | 7 | Vòng đấu loại trực tiếp |
| 3  | Uzbekistan        | 3  | 1 | 0 | 2 | 3  | 8  | −5  | 3 |                         |
| 4  | Đài Bắc Trung Hoa | 3  | 0 | 0 | 3 | 0  | 14 | −14 | 0 |                         |

| Nhật Bản                                            | 4–0     | Uzbekistan |
| --------------------------------------------------- | ------- | ---------- |
| Nagano 54' · Ueki 60' · Miyazawa 78' · Takarada 81' | Báo cáo |            |

| CHDCND Triều Tiên                                                          | 5–0     | Đài Bắc Trung Hoa |
| -------------------------------------------------------------------------- | ------- | ----------------- |
| Kim Pom-ui 2' · Sung Hyang-sim 8', 33' · Ri Hae-yon 43' · Ri Un-jong 90+3' | Báo cáo |                   |

| Uzbekistan | 0–4     | CHDCND Triều Tiên                              |
| ---------- | ------- | ---------------------------------------------- |
|            | Báo cáo | Kim Pom-ui 45+3', 55', 78' · Choe Un-chong 71' |

| Đài Bắc Trung Hoa | 0–6     | Nhật Bản                                                                          |
| ----------------- | ------- | --------------------------------------------------------------------------------- |
|                   | Báo cáo | Endo 18' · Kanekatsu 24' (ph.đ.) · Miyazawa 31', 38' · Takahashi 40' · Kojima 88' |

| Nhật Bản      | 1–1     | CHDCND Triều Tiên |
| ------------- | ------- | ----------------- |
| Takahashi 63' | Báo cáo | Sung Hyang-sim 2' |

| Đài Bắc Trung Hoa | 0–3     | Uzbekistan                                       |
| ----------------- | ------- | ------------------------------------------------ |
|                   | Báo cáo | Panjieva 45+1' · Kurbonova 75' · Nazarkulova 88' |

## Vòng đấu loại trực tiếp
|  | Bán kết              | Bán kết  |                      |   | Chung kết | Chung kết |
|  |                      |          |                      |   |           |           |
|  | 12 tháng 11 – Vũ Hán |          |                      |   |           |           |
|  |                      |          |                      |   |           |           |
|  | Trung Quốc           | 1        |                      |   |           |           |
|  | Trung Quốc           | 1        | 15 tháng 11 – Vũ Hán |   |           |           |
|  | CHDCND Triều Tiên    | 2        |                      |   |           |           |
|  | CHDCND Triều Tiên    | 2        | CHDCND Triều Tiên    | 1 |           |           |
|  | 12 tháng 11 – Vũ Hán |          | CHDCND Triều Tiên    | 1 |           |           |
|  |                      | Nhật Bản | 0                    |   |           |           |
|  | Nhật Bản             | Nhật Bản | 0                    | 8 |           |           |
|  | Nhật Bản             |          |                      | 8 |           |           |
|  | Thái Lan             | 0        |                      |   |           |           |
|  | Thái Lan             | 0        | Tranh hạng ba        |   |           |           |
|  |                      |          |                      |   |           |           |
|  | 15 tháng 11 – Vũ Hán |          |                      |   |           |           |
|  |                      |          |                      |   |           |           |
|  | Trung Quốc           | 8        |                      |   |           |           |
|  | Trung Quốc           | 8        |                      |   |           |           |
|  | Thái Lan             | 0        |                      |   |           |           |

### Bán kết
| Nhật Bản                                                                        | 8–0     | Thái Lan |
| ------------------------------------------------------------------------------- | ------- | -------- |
| Ueki 5', 68' · Takahashi 16' · Endo 36', 75' · Miyazawa 55', 56' · Takarada 84' | Báo cáo |          |

| Trung Quốc          | 1–2     | CHDCND Triều Tiên  |
| ------------------- | ------- | ------------------ |
| Trương Lâm Diễm 62' | Báo cáo | Ri Hae-yon 2', 87' |

### Tranh hạng ba
| Trung Quốc | 8–0     | Thái Lan |
| --- | ------- | -------- |
| Triệu Du Khiết 14' · Vương Nghiên Văn 19', 89' (ph.đ.) · Tạ Ỷ Văn 21', 26', 66' · Kim Khôn 32' · Thẩm Mộng Vũ 90+1' | Báo cáo |          |

### Chung kết
| CHDCND Triều Tiên | 1–0     | Nhật Bản |
| ----------------- | ------- | -------- |
| Ri Hae-yon 41'    | Báo cáo |          |